# Ming Muzong
Longqing (隆庆, né à Pékin le 4 mars 1537, mort à Pékin le 5 juillet 1572), de son nom personnel Zhu Zaiji (朱载坖),, est le douzième empereur de la dynastie Ming (1567-1572). Il succède à son père Jiajing.

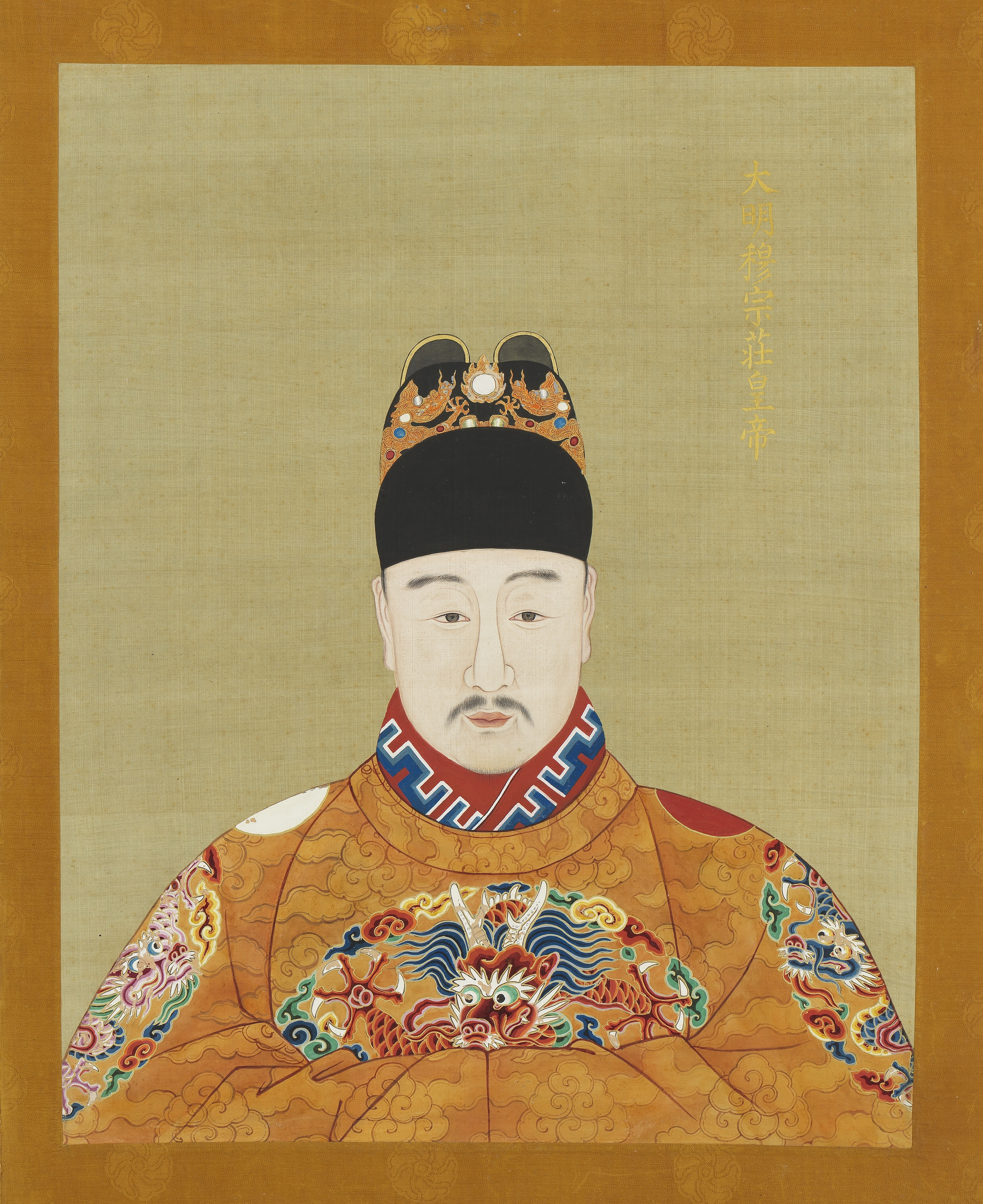
L'empereur Longqing en habits de cérémonie

Il réforme l'État laissé dans une situation chaotique par son père. Il reprend également les relations commerciales avec l'étranger et réorganise la défense des frontières.
Il est le créateur du drapeau riyue de la dynastie Ming (日月旗, rìyuè qí), d'abord utilisé comme pavillon des navires, dans les échanges commerciaux internationaux[réf. nécessaire].
Il meurt à l'âge de 35 ans. Son fils Wanli lui succède.

## Jeunesse
Zhu Zaiji, le futur empereur longqing, est né le 4 mars 1537 de l’empereur Jiajing et l’impératrice XiaoKe. Il était le troisième fils de l'empereur; Le fils aîné était décédé en bas âge avant la naissance de Zhu Zaiji, et son deuxième fils, Zhu Zairui, avait six mois de plus que lui. Un mois après la naissance de Zhu Zaiji, le quatrième fils de l'empereur, Zhu Zaizhen, est né. 
En février 1539, l'empereur Jiajing nommé Zhu Zairui le prince héritier. Le même jour, Zhu Zaiji a obtenu le titre de prince de Yu, et son jeune frère Zhu Zaizhen a reçu le titre de Prince de Jing. En 1549, le prince héritier Zhu Zairui décede.  Sa mort  fait ressentir à l'empereur Jiajing  une immense tristesse et regret, car il pensait qu'il n'avait pas écouté les conseils supposés de son prêtre taoïste Tao Zhongwen, qui l'avait averti que "deux dragons ne devaient pas faire face à chaque autre". Cela était peut-être la raison pour laquelle il a refusé de créer un autre prince héritier,  et a également évité de voir Zhu Zaiji. Une autre version suggère que l'empereur a tenu une rancune contre Zhu Zaiji pour ne pas avoir observé l'abstinence sexuelle pendant la période de deuil
En septembre 1552, Zhu Zaiji et son jeune frère ont commencé à recevoir une éducation ensemble. Deux mois plus tard, leurs épouses ont été choisies et ils se sont mariés en février 1553.  Après cela, Zhu Zaiji part de la Cité interdite vers son palais princier . Pendant treize ans, il vit en dehors de la ville interdite, acquit une expérience de la vie  en dehors du palais impérial et développe une compréhension des problèmes du pays. L'empereur Jiajing s'assure que lui et les fonctionnaires traite de manière égale ses deux autres fils, suscitant des spéculations devant le tribunal sur qui serait le nouveau successeur. Cette spéculation a été encore alimentée par la tendresse de l'empereur Jiajing pour la mère du jeune Zhu Zaizhen, avec qui il a passé beaucoup de temps. En revanche, lorsque la mère de Zhu Zaiji  décéde en février 1554, les arrangements funéraires durent être révisés deux fois, alors que l'Empereur  Jiajing a supprimé toute insinuation qu'elle détenait un statut supérieur que la mère du successeur présumé.
En mars 1560, l'empereur Jiajing reçu un mémorandum suggérant que Zhu Zaiji soit nommé son successeur. En réponse, l'empereur fut indigné et ordonna l'exécution de l'écrivain. Cependant, plus tard cette année-là, il changera d'avis et ordonna à Zhu Zaizhen d'aller à son palais à Anlu. Cette décision a renforcé la position de Zhu Zaiji, bien qu'il ait continué à être exclu de l'entourage de l'empereur et négligé. Contrairement a Zhu Zairui, l'empereur ne l'aimait pas. 
Bien qu'il ait 29 ans au moment de son accession au trône et ayant une éducation confucéenne, Zhu zaiji n'était pas suffisamment préparé à gouverner un empire.  

## Début de règne
L'empereur Jiajing est décédé le 23 janvier 1567, et douze jours plus tard, Zhu Zaiji est devenu le nouvel empereur.  Il adopte le nom de Longqing.
Le règne de l'empereur Longqing a commencé par la mise en œuvre des "Ordres mourants" de l'empereur Jiajing, qui visaient à provoquer une réforme et un changement politique. Grand secrétaire senior  Xu Jie, en collaboration avec Zhang Juzheng, a rédigé le "édit final" de l'empereur Jiajing et les premiers édits du règne de l'empereur L'objectif de «retirer les mauvais» et de «présentation du nouveau», a révoqué les politiques impopulaires de l'empereur de jiajing et a introduit des réformes tant attendues. Les prêtres taoïstes qui avaient eu une influence significative au cours de l'ère précédente ont été emprisonnés et leurs rituels ont été interdits. Les ordres de rassemblement des ingrédients de leurs rituels ont également été annulés.  La zone du lac Taiye, qui fut construite par l'empereur Jiajing et modélisée après les terres immortelles taoïstes, fut démantelée. Les fonctionnaires qui avaient été punis pour s'être opposés aux politiques de l'empereur Jiajing ont été graciés et libérés de prison. Ceux qui étaient encore en vie ont été réintégrés à leurs positions, et ceux qui étaient morts ont reçu des honneurs posthumes.  Ces réformes ont été généralement bien reçus. .
À long terme, l'événement le plus remarquable au début du règne de l'empereur longqing a été la sélection de Zhang Juzheng en tant que grand secrétaire. Zhang était le tuteur de l'empereur depuis 1563, et l'empereur le voyait comme un homme aux capacités exceptionnelles. Tout au long du règne de l'empereur Longqing, le pouvoir et l'influence de Zhang ont augmenté, et après la mort de l'empereur, il a rapidement atteint le poste de grand secrétaire principal. Il est devenu le politicien le plus influent du gouvernement Ming pendant une décennie et a été considéré comme l'administrateur le plus compétent de la dynastie finale, .
Dans les années qui ont suivi, les réformes ont persisté,  avec l'empereur long-approuvant les changements proposés par des hommes d'État expérimentés tels que Gao Gong, Chen Yiqin et Zhang Juzheng. Une évaluation a été effectuée sur les représentants du gouvernement, y compris ceux des ménages princiers. Des responsables compétents ont été promus, tandis que des responsables inadéquats ont été retirés de leurs positions. Les taxes pour les personnes touchées par des catastrophes naturelles ont été réduites et les enquêtes foncières et les dossiers fiscaux ont été mis à jour. Des restrictions ont été imposées à certaines dépenses pour le ménage impérial. 
Cependant, Xu Jie, grand secrétaire principal au début du règne de l'empereur longqing, avait déjà rejeté la coopération des Grands Secrétaires Gao Gong et Guo Pu lors de l'écriture de "l'édit final" de l'empereur Jiajing. Au lieu de cela, il a invité Zhang Juzheng, qui était alors directeur de la Académie Hanlin. Cela a provoqué un conflit avec ses collègues au Secrétariat.  Un commentateur contemporain a malheureusement fait remarquer à ce sujet, notant que de tels hommes capables n'ont pas pu travailler ensemble pour le bien de l'empire et sont devenus à la place des ennemis mortels. Au cours de l'été 1567, Gao Gong fut licencié du Grand Secrétariat, suivi de Xu Jie l'année suivante. Lorsque Gao Gong est revenu au poste au début des années 1570, lui et ses disciples ont cherché à se venger de Xu et de ses fils. 